# Helmut Köhler (Rechtswissenschaftler)
Helmut Köhler (* 12. September 1944 in Bad Endorf) ist ein deutscher Rechtswissenschaftler, Richter am Oberlandesgericht a. D. und emeritierter Professor.

## Leben
Er studierte 1964 bis 1968 Rechtswissenschaft an der Universität München und war Stipendiat der Studienstiftung des deutschen Volkes. 1969 legte Köhler das erste juristische Staatsexamen in München ab und war 1969 bis 1972 im Referendardienst im OLG-Bezirk München. Während des Referendariates promovierte er 1970 zum Dr. jur. an der Universität München bei Karl Larenz. 1972 legte Köhler die zweite juristische Staatsprüfung ab. Er habilitierte sich  1975 an der Universität München bei Ernst Steindorff und erhielt die Lehrbefugnis für  Bürgerliches Recht,  Handelsrecht und  Wirtschaftsrecht. Es folgten 1975 und 1976 Lehraufträge an den Universitäten Göttingen und Hamburg. Von 1976 bis 1977 war Helmut Köhler Wissenschaftlicher Rat und Professor an der Universität Bonn. Von 1977 bis 1985 lehrte er als ordentlicher Professor an der Universität Bayreuth und von 1985 bis 1996 an der Universität Augsburg. 1996 wurde er ordentlicher Professor an der Universität München und ist mittlerweile emeritiert.
Neben seiner lehrenden Tätigkeit war er 1982 bis 1985 Richter im Nebenamt am Landgericht Bayreuth und wurde 1990 Richter im Nebenamt am Oberlandesgericht München (Wettbewerbs- und Kartellsenat). Als Richter befindet er sich inzwischen im Ruhestand.

## Veröffentlichungen/Herausgeberschaften
Köhler ist Autor und Mitherausgeber  eines Kommentars zum Gesetz gegen den unlauteren Wettbewerb Köhler/Bornkamm sowie Herausgeber der juristischen Fachzeitschrift Wettbewerb in Recht und Praxis. Zahlreiche Aufsatzveröffentlichungen, Buchbeiträge im Bereich der Studienliteratur und wissenschaftlichen Abhandlungen zählen zu seinem Werk.